# Inga Ehrström
Inga-Brita Ehrström, född 4 september 1909 i Maria Magdalena församling, Stockholm, död 1966 i Málaga, Spanien, var en svensk författare. Hon gav ut fyra böcker som innehöll skildringar av resor men också självbiografiskt innehåll.

## Biografi
Ehrström, som var dotter till direktören Georg Sundberg och Emma-Malin Engström, gick på teaterskola 1933. Hon gifte sig med Mons-Christian Ehrström, professor i inre medicin vid Helsingfors universitet. Hennes första bok skildrar en expedition till Grönland tillsammans med maken och barnen, maken avled i cancer efter denna resa. De två sista böckerna skildrar en expedition till Sydamerika med dottern Christel. Dottern avled 1959 i slutet på denna resa.
Inga Ehrström avled 1966 i Spanien till följd av sprit och tablettmissbruk.
Tomas Lidbeck skriver om Inga Ehrströms författarskap:
| ”                                                                | La Casita är nämligen en av de förra seklets märkligaste svenska böcker[...]. I sin självutlämnande ångest pekar La Casita istället fram emot en helt annan typ av litteratur som skulle få stor uppmärksamhet några år senare - bekännelseromanen. | „ |
| – Tomas Lidbeck, De bortglömda författarnas bibliotek, sidan 35. | |   |